# Cardinalis
Cardinalis là một chi chim trong họ Cardinalidae.
Các loài trong chi này phân bố khắp Bắc Mỹ và bắc Nam Mỹ.

## Hình ảnh

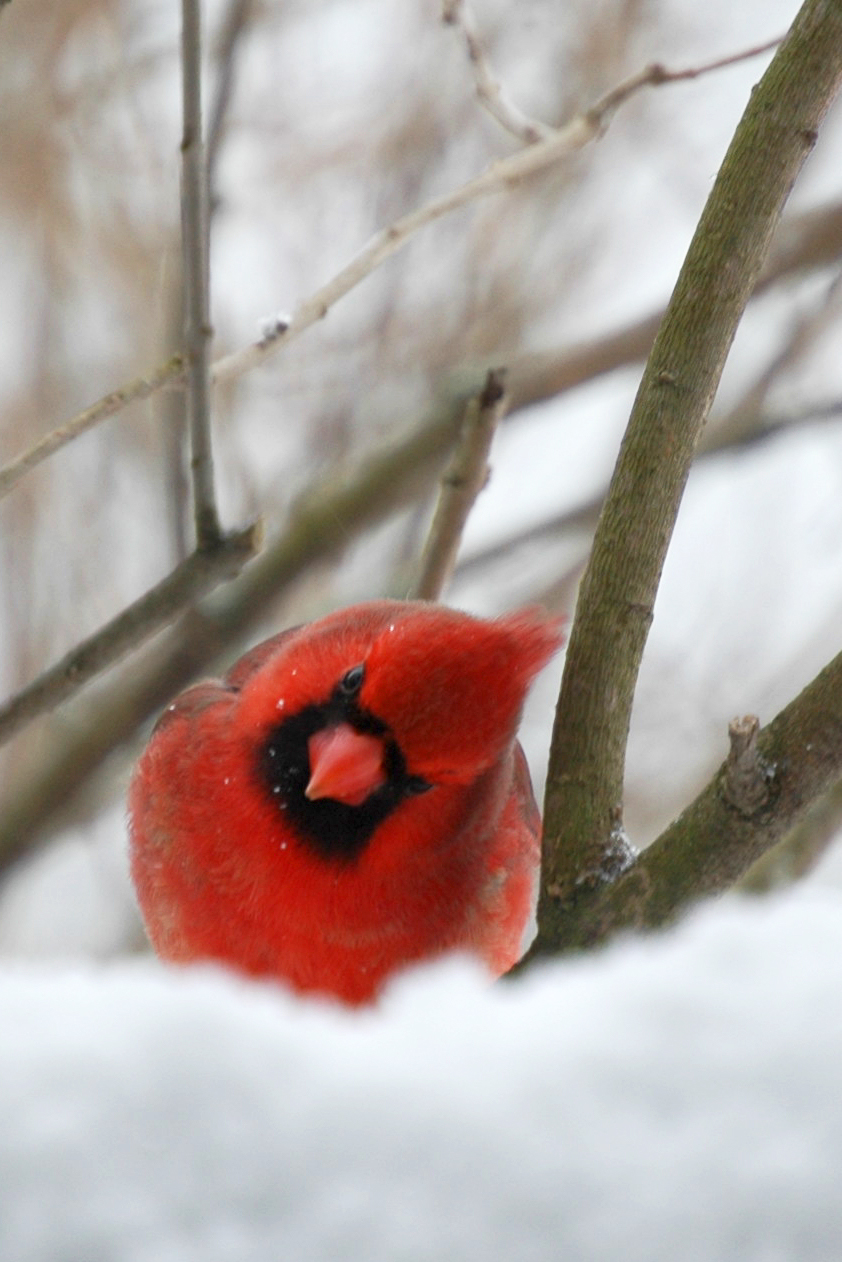
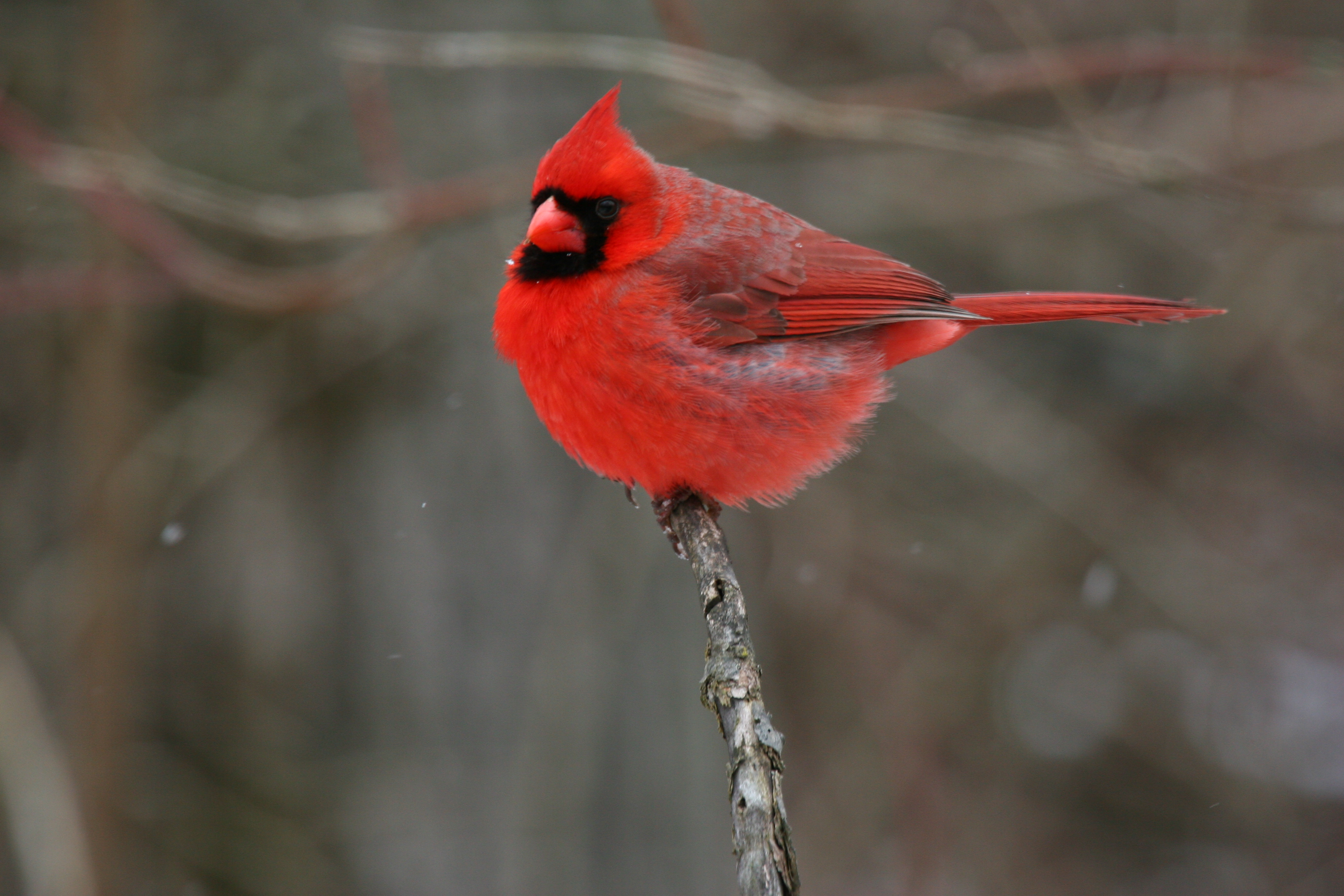
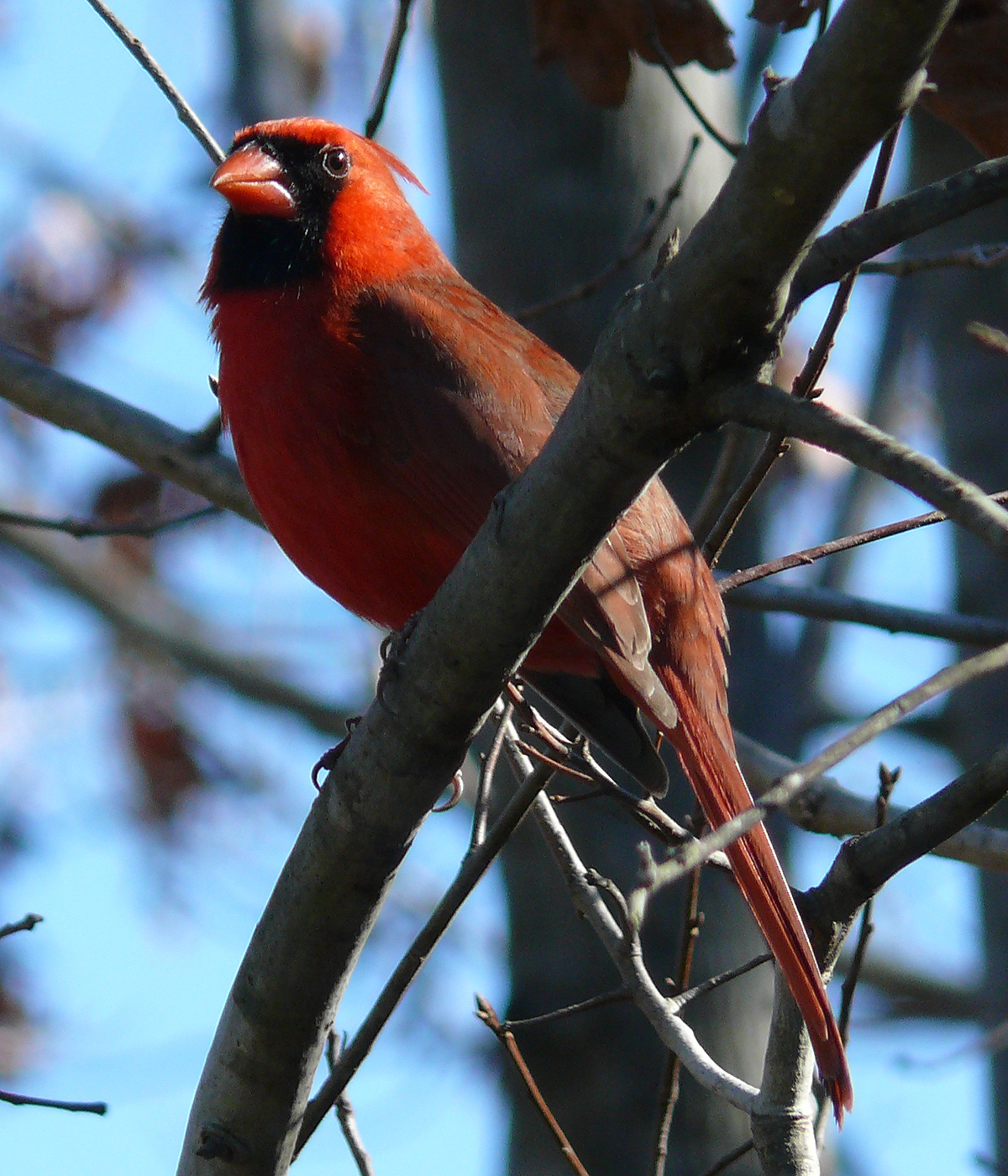
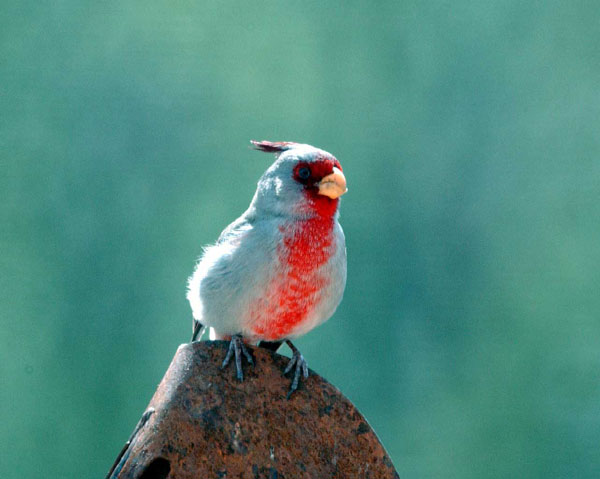
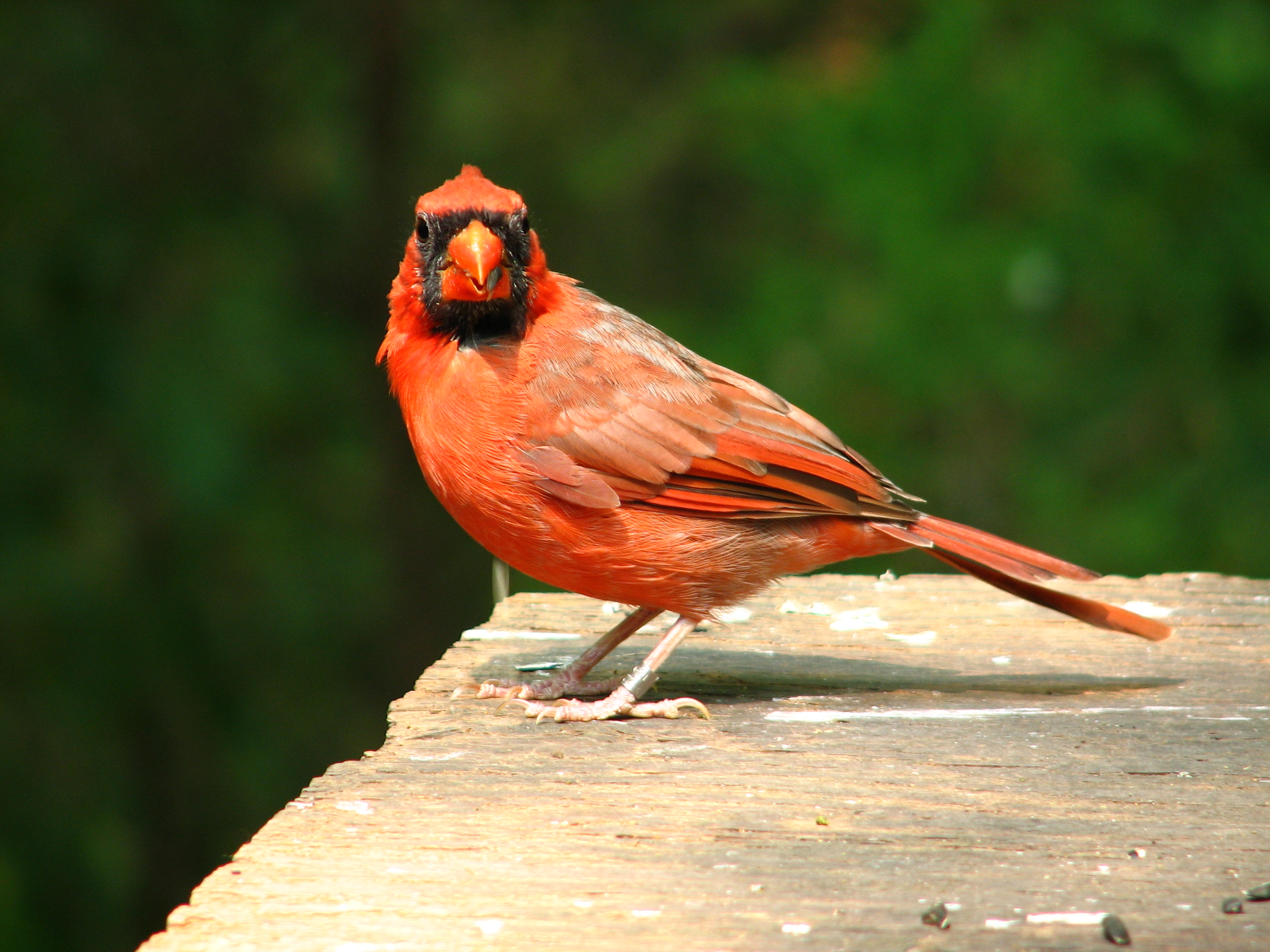
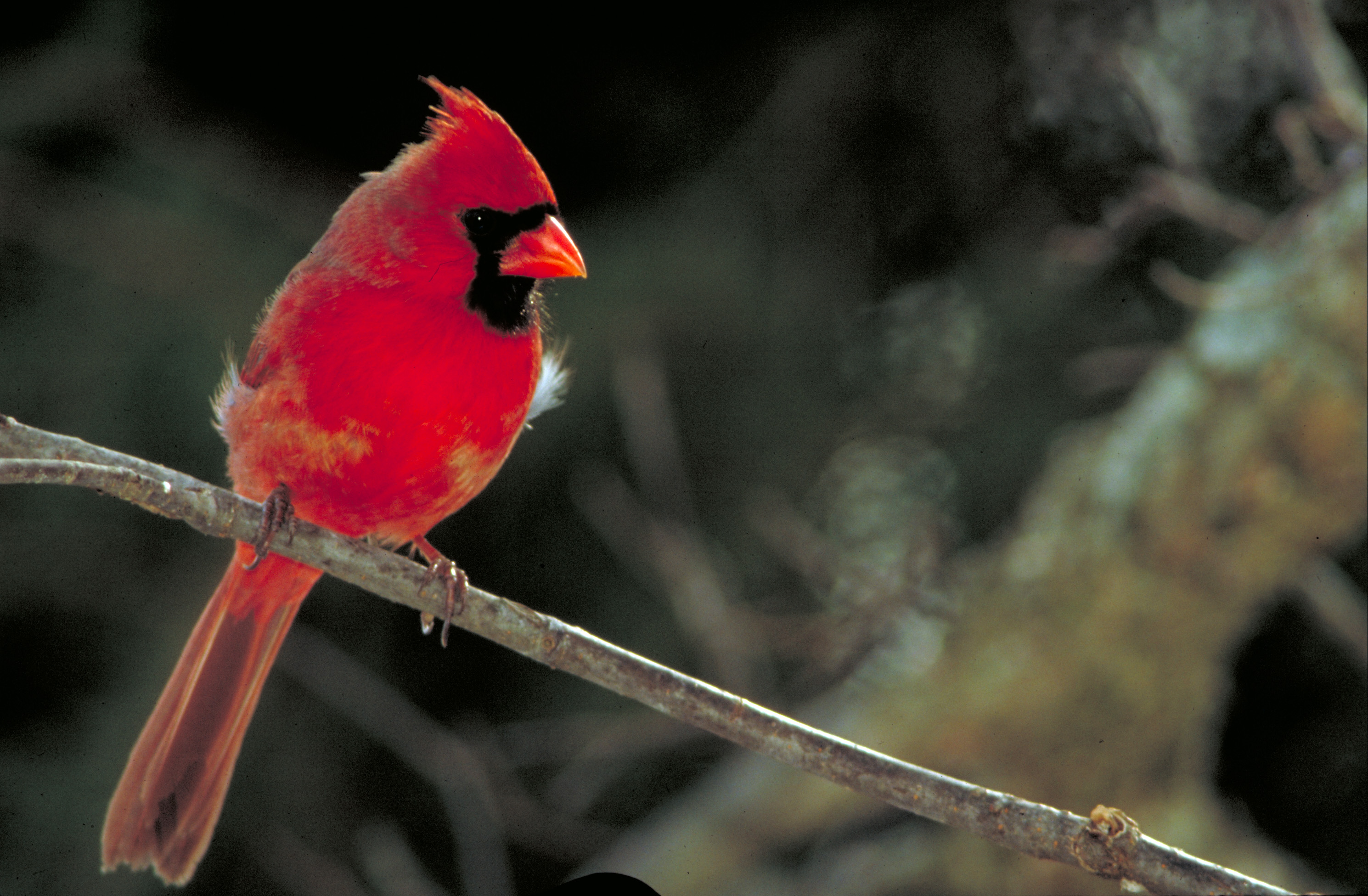
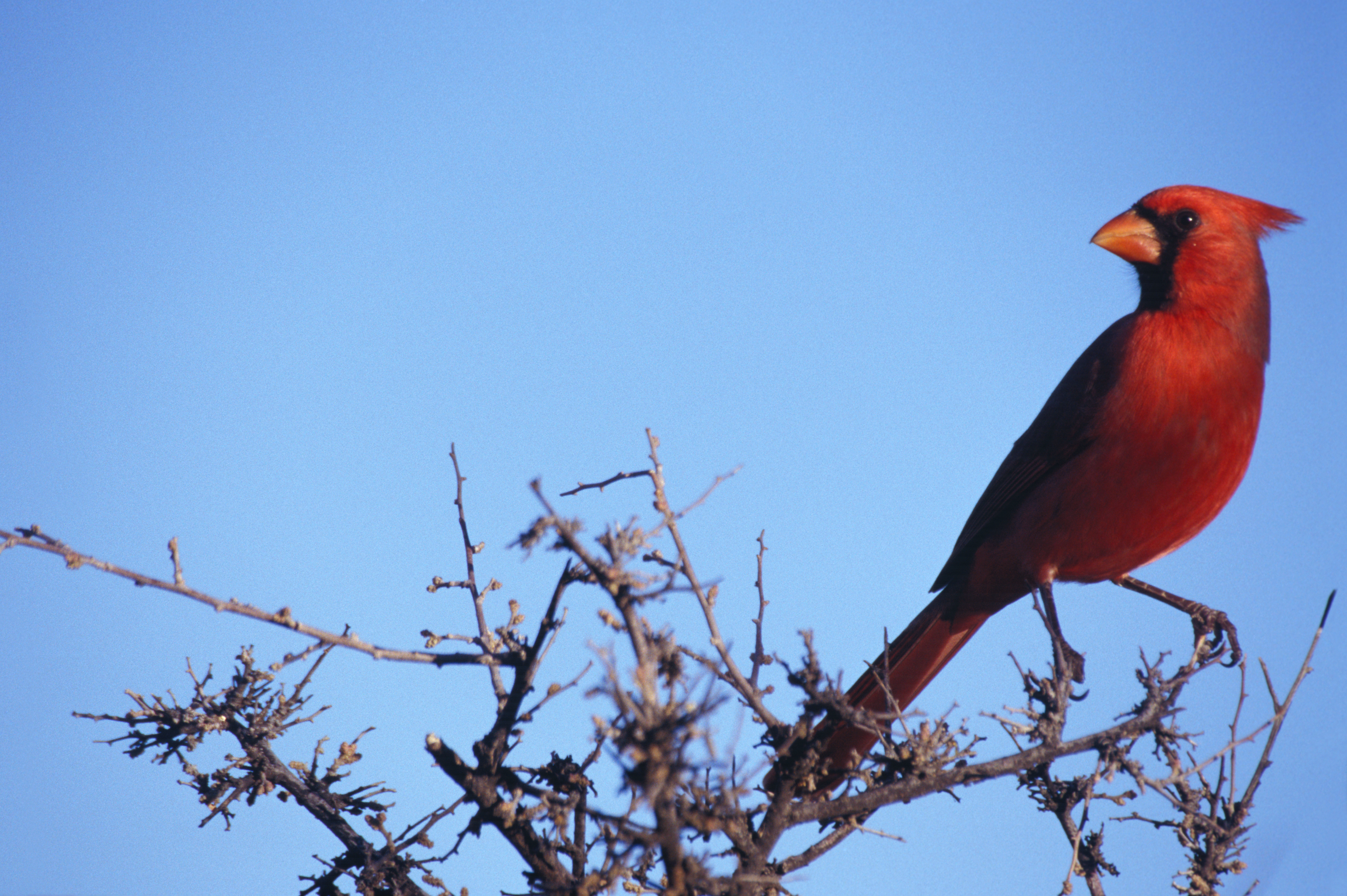

## Mô tả
Chúng là loài chim có chiều dài từ 19 đến 22 cm. Đặc điểm đặc biệt nhất của các loài trong chi này là lông chỏm đầu nổi bật và mỏ hình nón dày và khỏe. Chim trống và chim mái có bộ lông lưỡng hình giới tính; chim trống có nhiều màu đỏ hơn trên bộ lông của chúng và chim mái chỉ có một số sắc thái, với màu xám chiếm ưu thế. Các cá thể chưa trưởng thành tương tự như chim mái.

## Các loài
- Cardinalis cardinalis
- Cardinalis sinuatus
- Cardinalis phoeniceus